# Стояково
Стояково (на македонска литературна норма: Стојаково) е село в община Богданци на Северна Македония.

## География
Селото е разположено източно от Гевгели и южно от Богданци, на границата с Гърция.

## История
В съдебен процес от 1724 година, в който се разглежда оплакване на жителите на Авретхисарска каза срещу злоупотреби от страна на аяни при събирането на данъци, село Стояк е представлявано от Стоян, син на Георги, Киряки, син на Петко, Марко, син на Кърдже и Петре, син на Стоян.
Около 1860 година е изградена църквата в селото „Света Неделя“.
В края на XIX век Стояково е почти чисто българско село. В „Етнография на вилаетите Адрианопол, Монастир и Салоника“, издадена в Константинопол в 1878 година и отразяваща статистиката на населението от 1873, Стояково (Stoyakovo) е посочено като селище със 112 домакинства, като жителите му са 520 българи и 30 мюсюлмани.
В селото в 1895 – 1896 година е основан комитет на ВМОРО.
Според статистиката на Васил Кънчов („Македония. Етнография и статистика“) от 1900 година в Стояково живеят 1350 жители българи християни, 80 турци и 90 цигани.
В Стояково пуска корени униатската пропаганда в Македония, но след Илинденското въстание в 1904 година цялото село минава под върховенството на Българската екзархия. По данни на секретаря на екзархията Димитър Мишев („La Macédoine et sa Population Chrétienne“) през 1905 година в Стояково има 1680 българи екзархисти, 8 българи унияти и 36 цигани и функционира българско училище.
При избухването на Балканската война в 1912 година 55 души от Стояково се записват доброволци в Македоно-одринското опълчение.
Поне 13 души родом от Стояково, в редиците на българската армия, загиват на фронта във войните за национално обединение на България.
По време на българското управление във Вардарска Македония в годините на Втората световна война, Кирил Д. Тошев от Богородица е български кмет на Стояково от 15 септември 1941 година до 12 април 1943 година. След това кмет е Георги Хр. Козов (Колозов) от Богданци (12 май 1943 - 18 април 1944). На 1 ноември 1941 година в Стояково е основано читалище „Стоян Мандалов“ с 52 члена-основатели, председател Славко Ненчев и секретар - Аргир Геленчев.
За съпротива против македонизма е осъден местния жител Кирил Аврамчев.
Според преброяването от 2002 година селото има 1931 жители.
| Националност | Всичко |
| македонци    | 1890   |
| албанци      | 0      |
| турци        | 0      |
| роми         | 0      |
| власи        | 1      |
| сърби        | 36     |
| бошняци      | 0      |
| други        | 4      |

## Личности
Родени в Стояково
- Ангел Тодоров Пеев (р. 1930), северномакедонски лекар, хирург
- Анго Пеев (1886 – 1915), български революционер от ВМОРО
- Антон Стоянов (1873 – 1903), български революционер, деец на ВМОК и ВМОРО
- Аргир Танев, български революционер, деец на ВМРО[14]
- Ахил Захов (Ахилевс Захос), агент (трети клас) на гръцката въоръжена пропаганда в Македония и член на гръцката милиция в Стояково[15]
- Васил Димитров Мандалов, български революционер, деец на ВМОРО, убит в Струмишко[16]
- Васил Тоциновски (р. 1946), учен и писател от Северна Македония
- Георги и Димитър Попстоянови, български учители и революционери, дейци на ВМОРО[4]
- Георги Каракабаков, български просветен деец, учител в 1901 година в Баялци, заточен след Солунската афера в Бодрум кале[17]
- Георги Наков (1899 - ?), български революционер от ВМРО
- Гоно Трайков Алексиев (около 1865 – след 1943), македоно-одрински опълченец, нестроева рота на 13-а кукушка дружина, емигрирал в Пловдив, на 1 март 1943 година като жител на Пловдив подава молба за българска народна пенсия, която е одобрена и пенсията е отпусната от Министерския съвет на Царство България[18]
- Костантин Г. Капсаров - Динката (1899 - 1927), български революционер от ВМРО, загинал в сражение с гръцка жандармерия на Чеган
- Любомир Чипранич (1936 – 2010), сръбски актьор
- Мария Иванова Манасиева (Баба Томовица) (1878 – 1977), народна лечителка
- Миле Зайков (1888 – 1915), български революционер, деец на ВМОРО
- Мито Алексов, македоно-одрински опълченец, 24-годишен, земеделец, неграмотен, 1 рота на 12 лозенградска дружина[19]
- Мито Аврамчев, македоно-одрински опълченец, 26-годишен, четата на Ичко Димитров[20]
- Мито Иванов Попов, български учител и революционер, деец на ВМОРО[4]
- Мицко Делев, доброволец в четата на Иван Атанасов – Инджето през Сръбско-българската война в 1885 година[21]
- Мицо Донов, български революционер, деец на ВМОРО[4]
- Никола Арнаудов, български революционер, деец, по-късно четник на ВМОРО
- Никола Мандалов (1919 – 1944), югославски партизанин, Струмишки партизански отряд[22]
- Риндо Велков (1890 – 1912), български революционер, деец на ВМОРО, четник на Коста Христов Попето[23][24]
- Стефан Мандалов (1875 – 1903), български революционер, войвода на ВМОРО
- Стоян Мандалов (1897 – 1933), български революционер, войвода на ВМРО
- Тануш Данов, завършва гръцко класно училище през 1868 година, от 1870 година преподава в различни македонски села, учител в Струмица (1908 – 1909)[25]
- Тодор Недялков, български учител и революционер, деец на ВМОРО[4]
- Тома Пайданов, български революционер, деец на ВМОРО[4]
- Томе Киров Доновски (? – 1905), български революционер, четник на ВМОРО, убит на 1 септември 1905 година с войводата Леонид Янков[16]
- Филип Димитров Мандалов, български революционер, четник на ВМОРО[16]
- Христо Гонов Кюрюшев (? – 1901), български революционер, четник на ВМОРО, изгорял жив на 29 юни 1901 година в село Калиново, Кукушко[16]
- Христо Димитров, български революционер от ВМОРО, четник[26]
- Христо Д. Иванов (1888 - ?) завършил право в Женева в 1911 година и в Брюксел 1912 г.[27]
- Христо Динев Велков, български революционер, в 1898 година завършва с тринадесетия випуск Солунската българска мъжка гимназия[28] четник на ВМОРО, убит край Серменин[16]
- Христо Динев Танушев, български революционер, деец на ВМОРО,[4] в 1913 година завършва с последния двадесет и седми випуск Солунската българска мъжка гимназия[29]
- Христо Попов (1862-1933), български юрист и политик
- Христо Станков (Риста Станкович), сръбски контрачетник[30]
- Христо Узунов, български революционер, деец на ВМОРО[4]

Починали в Стояково
- Ангел Русев Радков, български военен деец, подпоручик, загинал през Първата световна война[31]
- Васил Паноров (? – 1907), български революционер от Гевгели, деец на ВМОРО, убит в сражението на 28 март 1907 година[32]
- Вълчо Митов Друмчев, български военен деец, подпоручик, загинал през Първата световна война[33]
- Марин Пешев Игнатов, български военен деец, поручик, загинал през Първата световна война[34]
- Мито Лазаров Ортаков (? – 1907), български революционер от Мачуково, четник на ВМОРО, загинал на 28 март 1907 година в Стояково[16]
- Зафир Христов (? – 1907), български революционер от Мачуково, войвода на ВМОРО, загинал на 28 март 1907 година с цялата си чета в Стояково
- Стоян Мандалов (1897 – 1933), български революционер, войвода на ВМРО
- Тома Карагеоргиев (? – 1907), български революционер от Баялци, деец на ВМОРО, убит в сражението на 28 март 1907 година[32]
- Томе Мицов Пецев (? – 1907), български революционер от Мачуково, четник на ВМОРО, загинал на 28 март 1907 година в Стояково[16]